# Hawke Island
Hawke Island är en ö i Kanada.   Den ligger i provinsen Newfoundland och Labrador, i den östra delen av landet, 1 700 km nordost om huvudstaden Ottawa. Arean är 59 kvadratkilometer.
Terrängen på Hawke Island är platt. Öns högsta punkt är 172 meter över havet. Den sträcker sig 9,4 kilometer i nord-sydlig riktning, och 9,3 kilometer i öst-västlig riktning.
Trakten runt Hawke Island består i huvudsak av gräsmarker.